# Cameron Krutwig
Cameron Krutwig (Algonquin, 21 december 1998) is een Amerikaans basketballer.

## Carrière
Krutwig speelde collegebasketbal voor de Loyola Ramblers, hij nam in 2021 deel aan de NBA-draft maar wachtte deze niet af en tekende een tweejarig profcontract bij de Antwerp Giants. Na een seizoen verliet hij de Giants en ging in de Filipijnen spelen voor Blackwater Bossing. In november 2022 tekende hij een contract bij het Japanse Ibaraki Robots.
Krutwig startte het seizoen 2023/24 bij het Spaanse tweedeklasser Real Betis Baloncesto en verhuisde in november 2023 naar reeksgenoot Força Lleida CE. Voor het seizoen 2024/25 tekende hij bij de Spaanse tweedeklasser Palencia Baloncesto. Na een seizoen voor Palencia keerde hij terug naar Força Lleida CE.

## Privéleven
Camerons vader Rick Krutwig was een basketballer en een basketbalcoach.